# Pedro Pacheco
Pedro Pacheco Herrera (Jerez de la Frontera, 2 de abril de 1949) es un abogado y político español de ideología nacionalista andaluza. Está vinculado a la política nacionalista desde 1974, cuando entró a formar parte de Alianza Socialista de Andalucía, siendo además el Coordinador General del Partido Andaluz del Progreso.

## Biografía

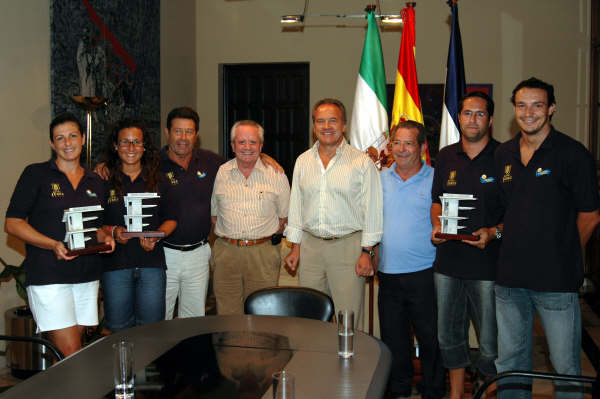
Recibiendo al C.N. Jerez

Nació el 2 de abril de 1949 en la ciudad gaditana de Jerez de la Frontera. Está vinculado a la política nacionalista andaluza desde 1974, cuando entró a formar parte de la Alianza Socialista de Andalucía (ASA), organización predecesora del posterior Partido Andalucista. Fue coordinador general del Partido Andaluz del Progreso (PAP) desde 1993 a 1996, vicepresidente del Partido Andalucista desde 1996 y secretario general del Partido Socialista de Andalucía (PSA).
Fue alcalde de Jerez de la Frontera ininterrumpidamente desde 1979 hasta 2003, y desde entonces fue nombrado primer teniente de alcalde y delegado de Política Territorial, gracias a sucesivos acuerdos de gobierno con el PP y el PSOE. Fue cesado de su puesto en 2005 por la popular María José García Pelayo aunque con posterioridad se alió con el PSOE jerezano de Pilar Sánchez para hacerle sacar adelante una moción de censura contra la alcaldesa popular, bando donde se mantuvo hasta que fue cesado poco antes de las elecciones.
Ha sido diputado en el Parlamento de Andalucía en las legislaturas 1982-1986, 1986-1989, 1990-1994, 1994-1996, 1996-2000 y de nuevo tras las elecciones del año 2000 hasta 2004, cuando el PA gobernó en coalición junto al PSOE en la Junta de Andalucía. En la cámara andaluza desempeñó el cargo de portavoz del Grupo Parlamentario Andalucista en dos legislaturas y presidente del Grupo Mixto en la última.
En el Parlamento Europeo fue eurodiputado por el Partido Andalucista durante 1989 y 1990.
Ha sido el alcalde más longevo de la ciudad (24 años). Durante su mandato se llevaron a cabo importantes proyectos en la ciudad, como el circuito de velocidad, la elevación del ferrocarril, el parque tecnológico agroalimentario. En las elecciones municipales de 2007 el PSA, con él a la cabeza sufrió una grave derrota, a consecuencia del cual dimitió y no llegó a tomar posesión del acta de concejal.
Volvió a ocupar su puesto de trabajo en la Asesoría Jurídica de la absorbida Caja de Ahorros de Jerez, por la Caja de San Fernando, ahora CaixaBank, acogiéndose al poco tiempo -en 2008- a la fórmula de prejubilación.
En las elecciones municipales de 2011, después de que su anterior partido, el PSA, se integrara en el PA, anunció que se presentaría en Jerez de la Frontera dentro de la plataforma Foro Ciudadano, con la cual posteriormente obtuvo 4 concejales en el Ayuntamiento de Jerez y un puesto en el pleno de la Diputación Provincial de Cádiz.
En las elecciones al Parlamento de Andalucía de 2012 encabezó la lista de Plataforma Andaluza - Foro Ciudadano por la circunscripción de Cádiz, la única a la que se presentó la formación.
Desde 2014 estuvo en prisión por diferentes condenas recibidas por su ejercicio político. Desde su entrada en la cárcel colaboró con Cáritas en el asesoramiento de otros reclusos.
En abril de 2018 obtuvo el tercer grado después de tres años y medio cumpliendo condena en el centro penitenciario de Puerto III. La Junta de Tratamiento del centro penitenciario de Puerto III había solicitado en Semana Santa el tercer grado para el exalcalde a la Dirección General de Instituciones Penitenciarias, en Madrid. Así, el exalcalde jerezano abandonó Puerto III los siguientes días con un permiso, a partir del cual debió pernoctar en el Centro de Inserción Social de Jerez, al que sólo acudiría a dormir de lunes a jueves. Pedro Pacheco tenía todavía pendiente el juicio por el caso de los Huertos de Ocio, señalado para el mes de junio, y por el que la Fiscalía le pidió otros cinco años de prisión.

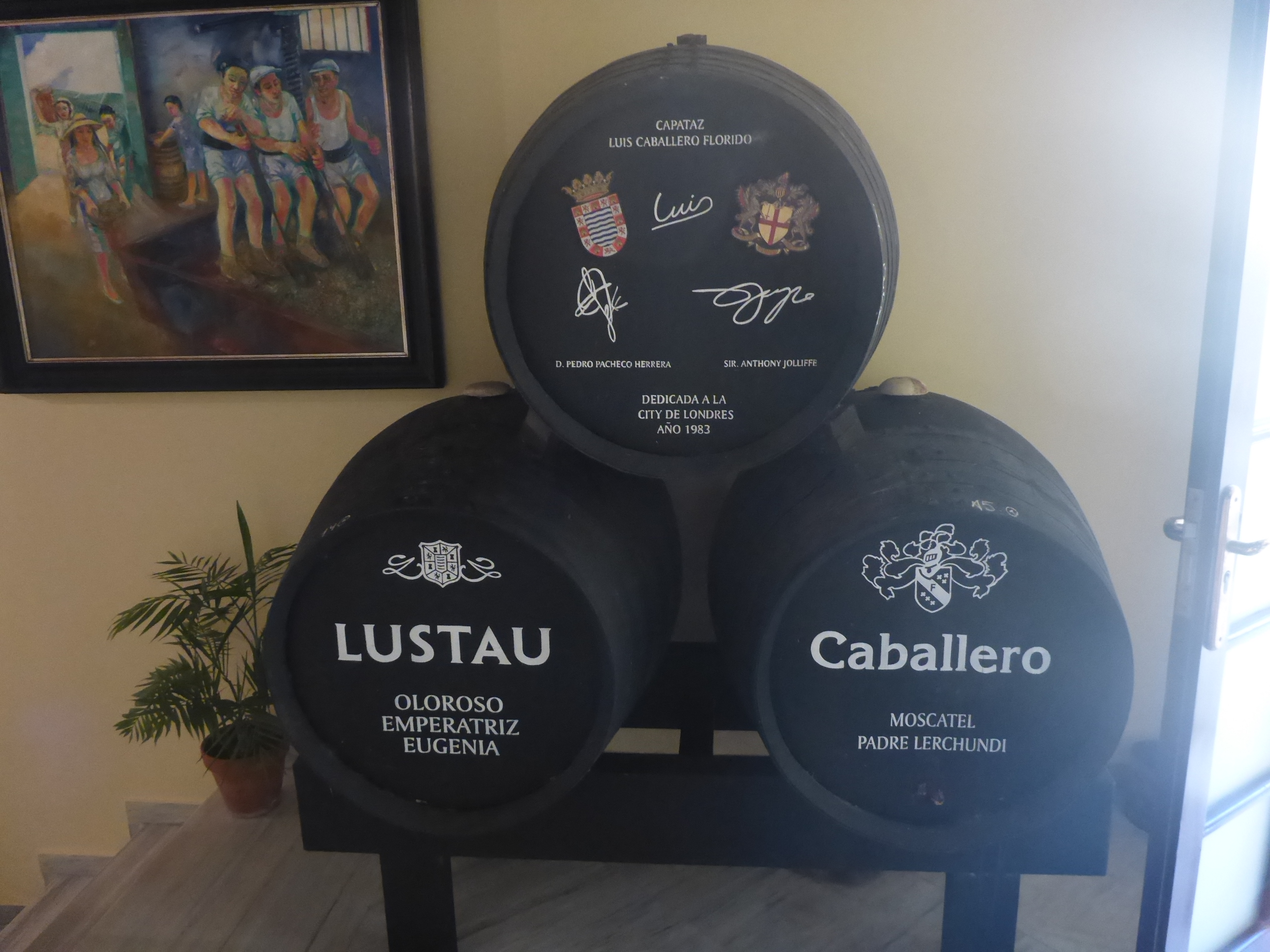
Firma en un barril de jerez

El 2 de abril de 2019 obtuvo la libertad condicional al cumplir los 70 años de edad. En julio, resultó absuelto del caso ‘Rotondas’, el último pendiente con la Justicia.

## Condenas por su ejercicio político

### Caso declaraciones sobre la justicia
A raíz de la sentencia contraria a la demolición de parte de un chalet del cantante y presentador de televisión Bertín Osborne, Pacheco pronunció públicamente, entre otras declaraciones, la frase: "La justicia es un cachondeo", que a pesar de las muestras públicas de apoyo le llevó a una condena de 6 años de inhabilitación y dos meses de arresto. Sin embargo, el motivo de la condena no fue dicha frase, que no constituye delito alguno, sino el que, además, aseguró que existía connivencia entre abogados y jueces, lo que sí lo es al calumniar al juez.

### Caso "Asesores"
En 2013 fue condenado a 4 años y medio de prisión porcomo autor de un delito continuado de prevaricación y malversación de caudales públicos. Pacheco contrató a dos asesores, José López y Manuel Cobacho (significados militantes de su partido), en sendas empresas municipales durante el pacto de gobierno con el PSOE entre 2005 y 2007. El 24 de octubre de 2014 fue detenido e ingresado en prisióna pesar de la exitosa iniciativa popular de recogida de firmas para solicitar su indulto.

### Caso "Estación de Autobuses"
En marzo de 2016, de nuevo, Pedro Pacheco fue condenado a un año y seis meses de prisión y 13 de inhabilitación por irregularidades en la venta de la antigua estación de autobuses de Jerez.

### Caso "Casa del Rocío"
En mayo siguiente fue condenado a un año y diez meses de prisión por usar facturas falsas para justificar la reforma de la casa de la Hermandad del Rocío de Jerez en Almonte (Huelva).

### Caso "Huertos de ocio"
En julio de 2018 recibió una sentencia condenatoria de un año y nueve meses de prisión más una sanción económica por una permuta de terrenos. En 2020 se le declaró absuelto tras recurso.

### Caso "Rotondas"
El 15 de julio de 2019 quedó absuelto en el 'caso Rotondas'. La  acusación particular ha retirado los cargos, decisión que ha comunicado en la Audiencia Provincial, que archiva la causa y da por finalizado el procedimiento con la absolución del ex regidor jerezano sin necesidad de celebrar juicio.
El abogado de Pacheco, Manuel Hortas, ha explicado que "la acusación ha desistido de mantener la acusación, apartándose del procedimiento, y como el fiscal no formulaba acusación, se ha acordado en una breve comparecencia finalizar el procedimiento y el juicio con una sentencia absolutoria".
La Sección Octava de la Audiencia Provincial había fijado para el día 15 el inicio de la vista oral del 'caso Rotonda', la última causa por la que Pacheco debía sentarse en el banquillo de los acusados por un presunto delito de prevaricación en la adjudicación de las rotondas de la avenida Juan Carlos I, popularmente conocida como 'avenida del colesterol'.
El exalcalde y dos técnicos municipales, también absueltos, se enfrentaban en esta causa a un presunto delito continuado de prevaricación en la adjudicación de una serie de obras, las más llamativas las rotondas de la 'avenida del colesterol', que según la acusación particular, ejercida por seis antiguos acreedores de Jerecom -empresa encargada de ejecutar los trabajos antes de ir a la quiebra-, fueron fraccionadas indebidamente para evitar así que superaran los 30 000 euros que obligan a sacar a concurso público la adjudicación. 
La acusación particular solicitaba 15 años de inhabilitación para el desempeño de empleo o cargo público, pero no pedía penas de prisión, por lo que la situación procesal de Pacheco no habría variado. 
El exlíder andalucista está pendiente aún del recurso presentado ante el Tribunal Supremo tras su condena en el 'caso Huertos de Ocio', en el que también se enfrenta a una posible pena de inhabilitación. Pacheco, en libertad condicional desde finales de mayo, cumplió tres años y medio de prisión por los casos 'Asesores', 'Casa del Rocío' y 'Estación de autobuses'.

## Vida personal
Está casado con la Isabel Donaire. Además, Pedro Pacheco es padre de dos hijos, Mauricio y Delia Pacheco Donaire